# Lepidochrysops trimeni
Trimen's Blue (Lepidochrysops trimeni) là một loài bướm ngày thuộc họ Bướm xanh. Nó được tìm thấy ở Nam Phi, nơi nó được tìm thấy ở West Cape.
Sải cánh dài 37–40 mm đối với con đực và 35–42 mm đối với con cái. Con trưởng thành bay từ tháng 9 đến tháng 1 or tháng 2, nhiều nhất vào depending on rainfall but usually từ tháng 10 đến tháng 11. There is one extended generation per year.
Ấu trùng ăn Selago species (bao gồm Selago serrata) và Aspalathus sarcantha. Third và later instar larvae feed on the brood of Camponotus maculatus ants.